# Lent trifocal
Les lents trifocals són lents correctives amb tres regions que rectifiquen una visió a distància llarga, intermèdia i pròxima. Aquestes lents van néixer amb l'objectiu de millorar les anteriorment creades lents bifocals, ja que aquestes primeres aporten el punt intermedi que les segones no tenen. Van ser inventades per John Hawkins l'any 1827, però després s'han anat desenvolupant enormement fins a arribar a les que podem trobar avui en dia.
Les lents trifocals permeten tenir un rang de visió òptim, i al incloure una visió intermèdia, és molt útil per treballar còmodament davant d'un ordinador. Tracten problemes oculars com les cataractes i la presbícia generalment, però també poden corregir l'astigmatisme, la miopia o la hipermetropia.
Gràcies als grans avenços de la cirurgia, la medicina actual permet al pacient la inserció de la lent trifocal als seus propis ulls, és a dir, la lent trifocal intraocular.

## Lent trifocal intraocular
Les lents trifocals intraoculars es basen en la difracció per aconseguir la correcció visual del pacient. Creen diferents focos a través de la disperció que experimenta la llum en travessar la doble estructura de microescalons que tenen les lents a la cara interior. La doble estructura difractiva de l'òptica de la lent aconsegueixen tres focos: un per veure-hi de pròpia, un altres de lluny i un últim intermedi. Segons les necessitats d'obertura de la pupil·la del pacient, es regula la lent a l'altura dels microescalons per adaptar els focos de visió.

### Operació
Semblant al procediment operatiu de qualsevol cirurgia de cataractes. Primer, mitjançant la tècnica de facoemulsificació, es realitza una capsulorrexis i s'extreu el contingut del cristal·lí. Després s'implanta la lent plegada dins la càpsula preservada prèviament. La lent es desplega i se centra, i, gràcies al seu disseny, la lent trifocal s'autocentra de manera molt satisfactòria.
Un cop implantades, les lents trifocals intraoculars duren per tota la vida, no caduquen, i mentre no es desenvolupi cap tipus de complicació a la còrnia o a la retina, cosa que és molt poc freqüent, la visió del pacient serà semblant a la d'un jove sa per sempre.